# Brutalistična arhitektura
Brutalistična arhitektura je arhitekturni slog, ki se je pojavil v 1950-ih v Združenem kraljestvu med obnovitvenimi projekti povojnega obdobja. Za brutalistične stavbe so značilne minimalistične konstrukcije, ki prikazujejo gole gradbene materiale in strukturne elemente nad dekorativnim dizajnom. Slog običajno uporablja izpostavljen, nepobarvan beton ali opeko, oglate geometrijske oblike in pretežno enobarvno barvno paleto; predstavljeni so tudi drugi materiali, kot so jeklo, les in steklo.
Brutalizem, ki izhaja iz modernističnega gibanja, naj bi bil reakcija na nostalgijo po arhitekturi v 1940-ih. Izraz novi brutalizem, ki izhaja iz švedske besedne zveze nybrutalizem, sta prva uporabila britanska arhitekta Alison in Peter Smithson za njun pionirski pristop k oblikovanju. Slog je bil nadalje populariziran v eseju iz leta 1955 arhitekturnega kritika Reynerja Banhama, ki je gibanje povezal tudi s francoskima izrazoma béton brut ('surov beton') in art brut ('surova umetnost'). Slog, kot so ga razvili arhitekti, kot so Smithsonovi, na Madžarskem rojeni Ernő Goldfinger in britansko podjetje Chamberlin, Powell & Bon, je bil delno predhodnik modernističnih del drugih arhitektov, kot so francosko-švicarski Le Corbusier, estonsko-ameriški Louis Kahn, nemško-ameriški Mies van der Rohe in finec Alvar Aalto.
V Združenem kraljestvu je bil brutalizem predstavljen v oblikovanju utilitarnih, poceni socialnih stanovanj, na katere so vplivala socialistična načela in se je kmalu razširil v druge regije po svetu, medtem ko so ga odmevali podobni slogi kot v vzhodni Evropi. Brutalistični dizajni so se najpogosteje uporabljali pri načrtovanju institucionalnih stavb, kot so provincialna zakonodaja, projekti javnih del, univerze, knjižnice, sodišča in mestne hiše. Priljubljenost gibanja je začela upadati v poznih 1970-ih, pri čemer so nekateri slog povezovali z urbanim propadom in totalitarizmom. Priljubljenost brutalizma v socialističnih in komunističnih državah je bila posledica tradicionalnih slogov, ki so bili povezani z buržoazijo, medtem ko je beton poudarjal enakost.
Brutalizem se je skozi zgodovino polariziral; določene stavbe, pa tudi gibanje kot celota, so požele številne kritike (pogosto so bile opisane kot 'hladne' ali 'brez duše'), a so izzvale tudi podporo arhitektov in majhnega števila lokalnih skupnosti (s številnimi brutalističnimi stavbami postale uradne, če že ne priljubljene kulturne ikone, včasih pridobile zaščiten status).

## Zgodovina
Izraz nybrutalizem (novi brutalizem) je skoval švedski arhitekt Hans Asplund, da bi opisal vilo Göth, sodobno opečnato hišo v Uppsali, ki sta jo januarja 1950 zasnovala njegova sodobnika Bengt Edman in Lennart Holm. Hiša prikazuje oblikovni pristop »kot je bilo ugotovljeno«, ki bo pozneje jedro brutalizma, prikazuje vidne I-tramove nad okni, izpostavljeno opeko znotraj in zunaj ter beton v več prostorih, kjer so vidni vzorec pero in utor deske, uporabljene za izdelavo opažev. Izraz je poleti 1950 pobrala skupina gostujočih angleških arhitektov, vključno z Michaelom Ventrisom, Oliverjem Coxom in Graemom Shanklandom, kjer se je očitno »razširil kot gozdni požar in [ga] je nato prevzela določena frakcija mladih Britancev arhitekti«.
Prva objavljena uporaba fraze 'novi brutalizem' se je zgodila leta 1953, ko jo je Alison Smithson uporabila za opis načrta za njihovo neizgrajeno hišo v Sohu, ki se je pojavila v novembrski številki Architectural Design. Nadalje je izjavila: »Naš namen v tej stavbi je, da je struktura v celoti izpostavljena, brez notranjih zaključkov, kjer je to izvedljivo«. Šola Smithsons' Hunstanton v Norfolku je bila dokončana leta 1954, hiša Sugden pa je bila dokončana leta 1955. v Watfordu, predstavljajo najzgodnejše primere novega brutalizma v Združenem kraljestvu. Šola Hunstanton, ki jo je verjetno navdihnila spominska dvorana Alumni Miesa van der Roheja iz leta 1946 na Tehnološkem inštitutu Illinois v Chicagu v Združenih državah Amerike, je znana kot prva dokončana stavba na svetu, ki so jo njeni arhitekti poimenovali »nova brutalistična«. Takrat je bila opisana kot »najbolj sodobna stavba v Angliji«.
Izraz je pridobil vse širšo prepoznavnost, ko ga je britanski arhitekturni zgodovinar Reyner Banham uporabil za identifikacijo etičnega in estetskega sloga v svojem eseju iz leta 1955 Novi brutalizem. V eseju je Banham opisal Hunstanton in hišo Soho kot »referenco, s katero je mogoče definirati novi brutalizem v arhitekturi«. Reyner Banham je izraz 'novi brutalizem' povezal tudi z art brut in béton brut, kar pomeni 'surov beton' v francoščini. Najbolj znana béton brut arhitektura je proto-brutalistično delo švicarsko-francoskega arhitekta Le Corbusierja, zlasti njegova Enota za stanovanje iz leta 1952 v Marseillu v Franciji; 1951–1961 Chandigarh Capitol Complex v Indiji; in cerkev Notre Dame du Haut iz leta 1955 v Ronchampu v Franciji.
Banham je nadalje razširil svoje misli v knjigi iz leta 1966, The New Brutalizem: Ethic or Aesthetic?, da bi označil nekoliko nedavno vzpostavljeno skupino arhitekturnih pristopov, zlasti v Evropi. Banham v knjigi pravi, da je bilo Le Corbusierjevo konkretno delo vir navdiha in je pomagalo pri popularizaciji gibanja, pri čemer nakazuje, da »če obstaja ena sama besedna formula, zaradi katere je koncept brutalizma sprejemljiv v večini zahodnih jezikov sveta, je to, da je Le Corbusier sam opisal to betonsko delo kot 'béton-brut'«. Nadalje navaja, da so »besede 'Novi brutalizem' že krožile in so pridobile nekaj globine pomena skozi reči in dejanja, poleg splošno priznane povezave z béton brut. Stavek je še vedno 'pripadal' Smithsonom, vendar pa so bile njihove dejavnosti predvsem tiste, ki so dajale posebne lastnosti konceptu brutalizma.«

## Motiv
Novi brutalizem ni le arhitekturni slog; je tudi filozofski pristop k arhitekturnemu oblikovanju, stremljenje k ustvarjanju preprostih, iskrenih in funkcionalnih stavb, ki se prilagajajo svojemu namenu, prebivalcem in lokaciji. Slogovno je brutalizem strog, modernističen jezik oblikovanja, za katerega pravijo, da je reakcija na arhitekturo 1940-ih, za katero je bila večinoma značilna retrospektivna nostalgija. Peter Smithson je verjel, da je jedro brutalizma spoštovanje do materialov, izraženo pošteno, z navedbo, da »Brutalizem ne zadeva materiala kot takega, ampak bolj kakovost materiala«, in »videnje materialov takšnih, kot so: lesenost lesa; peščenost peska.« Arhitekt John Voelcker je pojasnil, da 'novega brutalizma' v arhitekturi »ni mogoče razumeti skozi stilistično analizo, čeprav bi nekega dne morda nastal razumljiv slog«, ki podpira opis gibanja Smithsonovih kot »etike, ne estetike«. Reyner Banham je menil, da izraz 'novi brutalizem' obstaja tako kot odnos do oblikovanja kot tudi kot opisna oznaka za samo arhitekturo in da se "izmika natančnemu opisu, medtem ko ostaja živa sila". Gibanje je poskušal kodificirati v sistematičnem jeziku, pri čemer je vztrajal, da mora brutalistična struktura izpolnjevati naslednje pogoje: »1, Formalna čitljivost načrta; 2, jasen prikaz strukture in 3, vrednotenje materialov glede na njihove inherentne lastnosti, 'kot so jih našli'.« Pomembna je bila tudi estetska 'podoba' oziroma »koherentnost objekta kot vizualne entitete«.
Brutalistične stavbe so običajno zgrajene s ponavljajočimi se modularnimi elementi, ki predstavljajo specifične funkcionalne cone, jasno členjene in združene v enotno celoto. Pogosto je poudarek na grafičnih izrazih v zunanjih risbah in v celotnem arhitekturnem načrtu glede na glavne funkcije in tokove ljudi v stavbah. Stavbe lahko med drugim uporabljajo materiale, kot so beton, opeka, steklo, jeklo, les, grobo obdelan kamen in gabioni. Vendar pa se zaradi nizkih stroškov pogosto uporablja surovi beton in pusti, da razkrije osnovno naravo njegove konstrukcije z grobimi površinami z lesenimi letnicami, ki nastanejo, ko so bile oblike ulite na mestu. Primeri so pogosto masivni (tudi če niso veliki) in izzivajo tradicionalne predstave o tem, kako naj bi stavba izgledala, s poudarkom na notranjih prostorih in zunanjosti.
Pogosta tema v brutalističnih oblikah je izpostavljenost notranjega delovanja stavbe – od njihove strukture in storitev do njihove človeške uporabe – v zunanjosti stavbe. V bostonski mestni hiši, zasnovani leta 1962, osupljivo različni in projicirani deli stavbe kažejo na posebno naravo prostorov za temi stenami, kot je županova pisarna ali dvorane mestnega sveta. Z druge perspektive je zasnova šole Hunstanton vključevala postavitev rezervoarja za vodo v objektu, ki je običajno skrita servisna funkcija, v izrazit, viden stolp. Namesto da bi bili skriti v obzidje, so bili Hunstantonovi vodovodni in električni priključki dobavljeni po dobro vidnih ceveh in vodih.
Brutalizem kot arhitekturna filozofija je bil pogosto povezan s socialistično utopično ideologijo, ki so jo njeni oblikovalci, zlasti Alison in Peter Smithson, skoraj na vrhuncu sloga podpirali. Njihovo delo je dejansko skušalo poudariti funkcionalnost in povezati arhitekturo s tistim, kar so videli kot realnost sodobnega življenja. Med njihovimi zgodnjimi prispevki so bile ulice na nebu, v katerih sta bila promet in pešci strogo ločena, še ena tema, priljubljena v 1960-ih. Ta slog je imel močan položaj v arhitekturi evropskih komunističnih držav od sredine 1960-ih do poznih 1980-ih (Bolgarija, Češkoslovaška, Vzhodna Nemčija, ZSSR, Jugoslavija). Na Češkoslovaškem je bil brutalizem predstavljen kot poskus ustvarjanja »nacionalnega«, a tudi »modernega socialističnega« arhitekturnega sloga. Takšne montažne socialistične objekte imenujemo panelák.

## Oblikovalci
V Združenem kraljestvu so arhitekti, povezani z brutalističnim slogom, Ernő Goldfinger, žena in mož v paru Alison in Peter Smithson, nekatera dela sir Basila Spencea, London County Council/Greater London Council Architects Department, Owen Luder, John Bancroft in morda sir Denys Lasdun, sir Leslie Martin, sir James Stirling in James Gowan s svojimi zgodnjimi dela. Nekateri znani primeri arhitekture pod vplivom brutalizma v britanski prestolnici so Barbican Center (Chamberlin, Powell in Bon) in Narodno gledališče (Denys Lasdun).
V Združenih državah sta bila Paul Rudolph in Ralph Rapson oba znana brutalista.. Evans Woolen III., začetnik med arhitekti na srednjem zahodu, je zaslužen za uvedbo brutalističnih in modernističnih arhitekturnih slogov v Indianapolisu v Indiani. Walter Netsch je znan po svojih brutalističnih akademskih stavbah. Marcel Breuer je bil znan po svojem 'mehkem' pristopu k slogu, pri katerem je pogosto uporabljal krivulje namesto vogalov. V Atlanti v Georgii je bil arhitekturni slog uveden v Buckheadovo bogato cesto Peachtree Road s kondominiji Plaza Towers in Park Place na Peachtree, ki jih je zasnoval Ted Levy. Številne postaje washingtonske podzemne železnice, zlasti starejše postaje, so bile zgrajene v brutalističnem slogu. Arhitekturni zgodovinar William Jordy pravi, da čeprav je Louis Kahn »[o]nasprotoval temu, kar je imel za mišičasto držo večine brutalizma«, so nekatera njegova dela »zagotovo temeljila na nekaterih istih idejah, ki so se za trenutek osredotočile na brutalistične položaj«.
V Avstraliji so primeri brutalističnega sloga Queenslandska umetniška galerija Robina Gibsona, Fisherjeva knjižnica Kena Woolleyja na Univerzi v Sydneyju (drugi je njegov državni urad), High Court of Australia in Warringah Civic Center Christopherja Kringasa, stavba MUSE (imenovana tudi C7A MUSE), ki je bila prvotna knjižnica na Univerzi Macquarie, preden jo je nadomestila nova knjižnica in WTC Wharf (Svetovni trgovinski center v Melbournu). Vlada Johna Andrewsa in institucionalne strukture v Avstraliji prav tako kažejo ta slog.
Kanada ima številne primere brutalistične arhitekture. V letih pred 100. obletnico konfederacije leta 1967 je zvezna vlada financirala gradnjo številnih javnih stavb. Večji brutalistični primeri, ki niso vsi zgrajeni v okviru kanadske stoletnice, vključujejo Grand Théâtre de Québec, Édifice Marie-Guyart (prej Complex-G), Hôtel Le Concorde in velik del kampusa univerze Laval v mestu Quebec; Habitat 67, Place Bonaventure, Maison de Radio-Canada in več podzemnih postaj na zeleni progi montrealskega metroja; Confederation Center of the Arts v Charlottetownu; National Arts Center v Ottawi; bolnišnica Hotel Dieu v Kingstonu; Ontario Science Centre, Robarts Library, Rochdale College v Torontu; Kraljevo gledališče v Manitobi in stavba Kanadske komisije za žito v Winnipegu in cerkev Westminstrske opatije v Britanski Kolumbiji.
V Srbiji je bil Božidar Janković predstavnik tako imenovane »Beograjske šole bivanja«, prepoznavne po funkcionalističnih odnosih na osnovi stanovanja in je podrobno razdelal arhitekturo. Znan primer, Zahodna mestna vrata, znana tudi kot Genex Tower, je 36-nadstropni nebotičnik v Beogradu v Srbiji, ki ga je leta 1977 zasnoval Mihajlo Mitrović. Sestavljata ga dva stolpa, povezana z dvonadstropnim mostom in vrtljivo restavracijo na vrhu. Visoka je 117 m (z restavracijo 135–140 m) in je druga najvišja stolpnica v Beogradu za stolpom Ušće. Stavba je zasnovana v brutalističnem slogu z nekaterimi elementi strukturalizma in konstruktivizma. Velja za glavnega predstavnika brutalistične arhitekture v Srbiji in enega najboljših v svojem slogu, zgrajenem v 1960-ih in 1970-ih na svetu. Obravnava oblike in detajlov rahlo asociira na postmodernizem in je danes eden redkih ohranjenih predstavnikov zgodnjega obdobja tega sloga v Srbiji. Umetniški izraz vrat je zaznamoval celotno obdobje v srbski arhitekturi.
V Vietnamu je brutalistična arhitektura še posebej priljubljena med starimi javnimi stavbami in je bila povezana z obdobjem bao cấp (subvencioniranje), obdobjem, v katerem je država sledila gospodarskemu načrtovanju sovjetskega tipa. Številni sovjetski arhitekti, predvsem Garol Isakovič, so bili v tistem času poslani v Vietnam, da bi pomagali usposobiti nove arhitekte in so desetletja igrali vplivno vlogo pri oblikovanju arhitekturnih stilov v državi. Isakovič je sam zasnoval tudi nekaj najbolj opaznih brutalističnih stavb v Vietnamu, vključno s Palačo kulture in dela vietnamsko-sovjetskega prijateljstva (1985). Isakovič, ki mu je vietnamska vlada leta 1976 podelila odlikovanje Heroj dela, naj bi se v poznih letih oddaljil od brutalističnega sloga in pri svojem oblikovanju sprejel vietnamske tradicionalne sloge, ki so jih nekateri vietnamski arhitekti imenovali Chủ nghĩa hiện đại địa phương (lokalni modernizem) in hậu hiện đại (postmodernizem). V nekdanjem Južnem Vietnamu so pomembne zgradbe, za katere pravijo, da vsebujejo brutalistične elemente, vključno Palača neodvisnosti (1966), ki jo je zasnoval Ngô Viết Thụ, prvi azijski arhitekt, ki je postal častni sodelavec Ameriškega inštituta arhitektov. Vendar ostaja sporno, ali je bila južnovietnamska arhitektura pred letom 1975 brutalizem ali ne, saj so nekateri arhitekti trdili, da je dejansko šlo za modernizem. V zadnjih letih se je mnenje javnosti v Vietnamu o brutalistični arhitekturi negativno spremenilo, vendar naj bi se slog pred kratkim vrnil.

## Sprejem
Članek iz leta 2014 v The Economistu je opozoril na njegovo nepriljubljenost v javnosti in ugotovil, da bo kampanja za rušenje stavbe običajno usmerjena proti brutalistični. Po besedah Simona Jenkinsa: »Le malo slogov v zgodovini je bilo mogoče srečati s toliko prošnjami uporabnikov, da bi jih videli uničiti«. Leta 2005 je britanski televizijski program Demolition izvedel javno glasovanje za izbiro dvanajstih stavb, ki bi jih bilo treba uničiti, osem od izbranih pa je bilo brutalističnih stavb.
Eden od argumentov je, da ta kritika deloma obstaja zato, ker se betonske fasade ne starajo dobro v vlažnem, oblačnem morskem podnebju, kot je severozahodna Evropa in Nova Anglija. V teh podnebjih se na betonu pojavijo vodni madeži in včasih mah in lišaji ter madeži rje na jeklenih armaturnih palicah.
Kritikom tega sloga se zdi neprivlačen zaradi njegovega 'hladnega' videza, ki oddaja vzdušje totalitarizma, pa tudi zaradi asociacije stavb na propadanje mest zaradi materialov, ki se v določenih podnebjih slabo obnesejo, in površin, ki so nagnjene k vandalizmu zaradi grafitov. Kljub temu slog cenijo drugi in v Združenem kraljestvu potekajo prizadevanja za ohranitev.

## Moderni brutalizem
Čeprav se je brutalistično gibanje v poznih 1970-ih in zgodnjih 1980-ih v veliki meri umaknilo strukturnemu ekspresionizmu in dekonstruktivizmu, je po letu 2015 z objavo različnih vodnikov in knjig doživljal ponovno zanimanje, vključno z Brutal London (Zupagrafika, 2015), Brutalist London Map (2015), This Brutal World (2016), SOS Brutalism: A Global Survey (2017) in razkošni Atlas brutalistične arhitekture (Phaidon, 2018).
Številni značilni vidiki sloga so bili v novejših stavbah omehčani, saj so betonske fasade pogosto peskane, da se ustvari kamnita površina, prekrita s štukaturo ali sestavljena iz vzorčastih montažnih elementov. Te elemente najdemo tudi pri prenovah starejših brutalističnih stavb.
Vilo Göth je upravni odbor okrožja Uppsala 3. marca 1995 uvrstil med zgodovinsko pomembne. Številnim brutalističnim stavbam v Združenem kraljestvu je bil priznan status zgodovinskih, druge, kot je Gillespie, Kidd & Coia's St. Peter's Seminary, ki jo je revija Prospect v raziskavi med arhitekti imenovala za največjo povojno stavbo na Škotskem, so bile predmet ohranitvene kampanje. Podobne stavbe v Združenih državah so bile priznane, kot je Pirelli Tire v Long Wharfu v New Havenu.